# Пискунов, Сергей Аверьянович
Сергей Аверьянович Пискунов (1898—1972) — кавалер трёх орденов Красного Знамени до учреждения ордена Ленина, генерал-майор Советской Армии.

## Биография
Сергей Пискунов родился 8 (20) октября 1898 года в селе Война (ныне — Комаричский район Брянской области). Служил в царской армии, участвовал в боях Первой мировой войны. В 1919 году Пискунов добровольно пошёл на службу в Рабоче-крестьянскую Красную Армию.
Служил шофёром штаба 13-й армии, затем был переведён в автобронеотряд особого назначения имени Я. М. Свердлова. Принимал активное участие в боях Гражданской войны, воевал на Южном и Западном фронтах. Участвовал в подавлении восстания в Тамбовской губернии под руководством Антонова и разгроме белых войск на Южном Урале. Неоднократно отличался в ходе боевых действий. Так, первый раз Пискунов отличился в районе города Джамбейтинска (ныне — Западно-Казахстанская область Казахстана). Приказом Революционного военного совета Республики № 127 в 1922 году он был награждён первым орденом Красного Знамени РСФСР. Вторично он отличился во время боёв за Ростов-на-Дону и в районе Ново-Хворова. Приказом Революционного совета Республики № 154 в 1922 году он был награждён вторым орденом Красного Знамени РСФСР. В третий же раз Пискунов отличился во время подавления восстания на Тамбовщине, в частности, во время боёв у деревень Елань и Бакура. Приказом Революционного военного совета Республики № 68 в 1923 году он был награждён третьим орденом Красного Знамени.
После окончания войны Пискунов продолжил службу в Рабоче-крестьянской Красной Армии. Служил на инженерных должностях в частях военно-воздушных сил СССР, закончил Военно-воздушную инженерную академию имени Н. Е. Жуковского. В боях Великой Отечественной войны не участвовал, находился на службе в Главном управлении Военно-воздушных сил Народного комиссариата обороны СССР. 26 октября 1944 года Пискунову было присвоено звание генерал-майора авиационно-технической службы. После войны продолжал работать в центральном аппарате военно-воздушных сил Советской Армии. Впоследствии преподавал на инженерном факультете Рижского высшего инженерного авиационного училища. В 1955 году Пискунов вышел в отставку. Проживал в городе Калининграде (ныне — Королёв) Московской области. Умер 19 декабря 1972 года.

## Награды
- Был награждён орденом Ленина, пятью орденами Красного Знамени, орденом Отечественной войны 1-й степени, а также рядом медалей[1].